# Schwarzer Sand

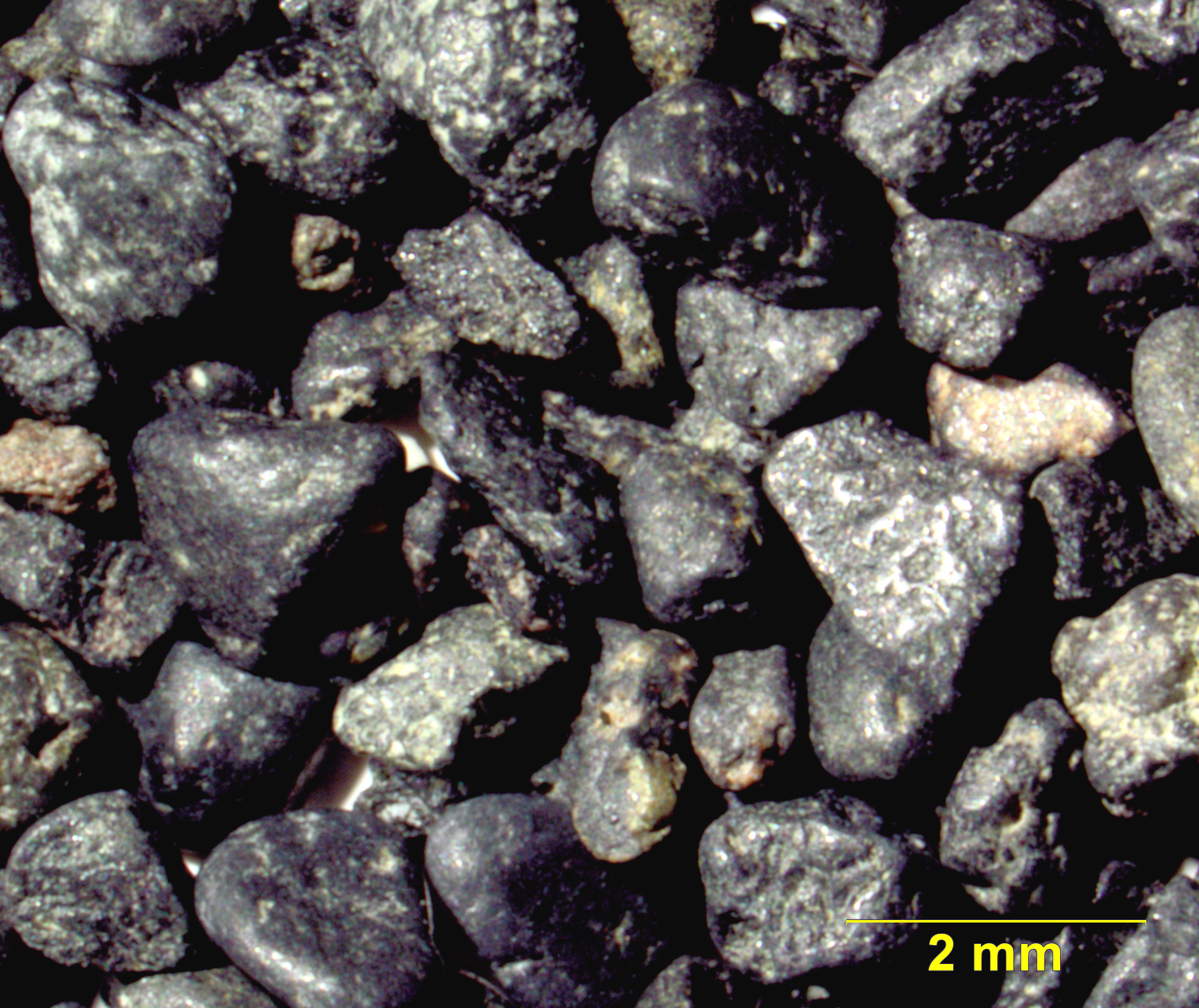
Nahaufnahme von schwarzem Sand

Schwarzer Sand ist Sand von schwarzer Farbe.

## Arten
Es gibt verschiedene Arten von schwarzem Sand, darunter eine glänzende, teilweise magnetische Mischung aus großteils feinem Sand, der schwere Mineralien wie Magnetit enthält und in Seifenlagerstätten vorkommt. In der Nähe von Vulkanen findet man Strände mit einer anderen Art von schwarzem Sand. Dieser besteht aus winzigen Basaltfragmenten.
Einige Strände bestehen überwiegend aus schwarzem Sand. Strände anderer Farben (z. B. Gold und Weiß) weisen häufig schwarze Sandablagerungen auf, insbesondere nach Stürmen. Größere Wellen können Sandkörner aussortieren und dergestalt Ablagerungen schwerer Mineralien hinterlassen.

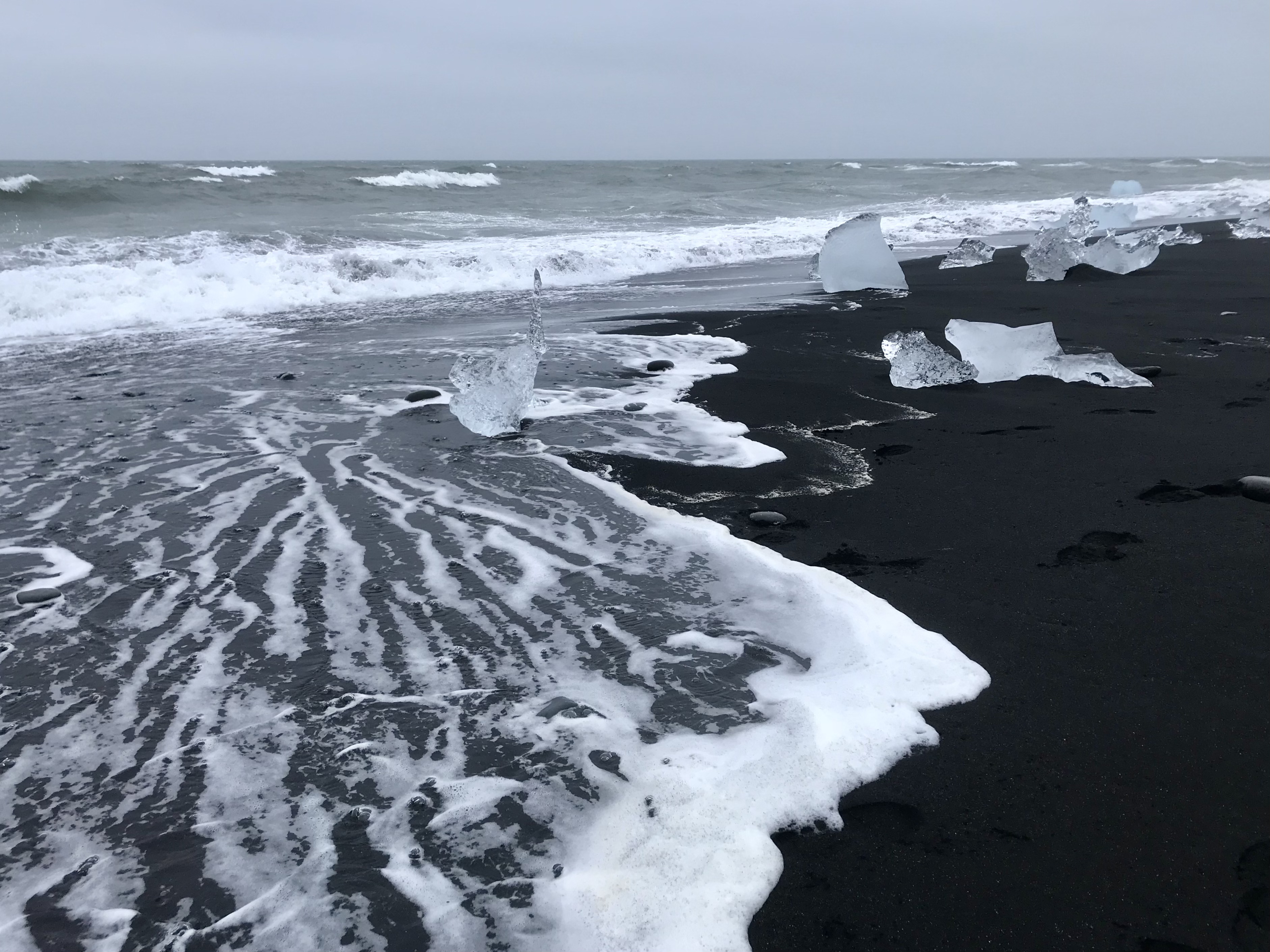
Schwarzer Sand auf Island

### Seifenlagerstätten
Schwarzer Sand wird im Bergbau als Hinweis auf das Vorhandensein von Seifenlagerstätten genutzt. Beim Abbau solcher Lagerstätten entsteht ein Konzentrat, das häufig einen hohen Anteil an schwarzem Sand aufweist. Diese Schwarzsandkonzentrate enthalten neben Edelmetallen oft auch wirtschaftlich interessante Elemente wie Seltene Erden, Thorium, Titan, Wolfram und Zirkonium. Diese Stoffe bilden sich bei magmatischen Prozessen häufig gemeinsam in bestimmten Mineralphasen, die durch Verwitterung und Erosion freigesetzt und angereichert werden. Seifenlagerstätten sind zudem eine bedeutende Quelle für Edelsteine wie Granat, Topas, Rubin, Saphir und Diamant. Entsprechende Mineralkörner findet man häufig im schwarzen Sand und seinen Konzentraten. Besonders auffällig ist violetter oder rubinfarbener Granatsand, der an Küsten mit Seifenlagerstätten mitunter eine sichtbare Oberflächenschicht bildet. Ein bekanntes Beispiel für einen nicht-vulkanischen schwarzen Sandstrand ist der Strand von Langkawi in Malaysia.

### Entstehung durch Basaltfragmente
Trifft heiße Lava auf Wasser, kühlt sie schlagartig ab und zerfällt in Sand- und Gesteinsfragmente unterschiedlicher Größe. Viele dieser Bruchstücke sind so fein, dass sie als Sand gelten. Ein einziger Lavastrom der ins Meer fließt kann innerhalb weniger Stunden genügend Basaltmaterial freisetzen um einen neuen schwarzen Sandstrand zu formen. Strände wie etwa Punaluʻu Beach und Kehena Beach auf Hawaii entstehen durch die intensive Wechselwirkung zwischen Lava und Meerwasser nahezu über Nacht. Da ihre Entstehung ein einmaliges Ereignis ist und kein kontinuierlicher Nachschub erfolgt, sind sie meist von begrenzter Dauer. Meeresströmungen und Stürme transportieren den Sand häufig erneut in tiefere Gewässer. Um den natürlichen Erhalt dieser Strände zu unterstützen, hat der Bundesstaat Hawaii das Entfernen von schwarzem Sand gesetzlich verboten. Zudem können neu entstandene Strände durch spätere Lavaströme zerstört oder überdeckt werden wie etwa beim ehemaligen Black Sand Beach von Kaimū oder den Stränden von Kalapana. Ein besonders kurzlebiges Beispiel war der schwarze Sandstrand von Kamoamoa. Im Gegensatz zu weißen Sandstränden kann sich schwarzer Sand stark aufheizen, da er Sonnenlicht besonders gut absorbiert.